# Amos Kirui
Amos Kirui (* 9. Februar 1998) ist ein kenianischer Hindernisläufer.

## Sportliche Laufbahn
Erste Erfahrungen bei internationalen Meisterschaften sammelte Amos Kirui bei den Jugend-Afrikaspielen 2014 in Gaborone, bei denen er die Bronzemedaille im 2000-Meter-Hindernislauf gewann. Er qualifizierte sich damit für die Olympischen Jugend-Sommerspiele in Nanjing, bei denen er in 5:40,29 min die Silbermedaille gewann. 2016 siegte er bei den U20-Weltmeisterschaften in Bydgoszcz in einer Zeit von 8:20,43 min über 3000 Meter Hindernis. 2017 erfolgte die Teilnahme an den Crosslauf-Weltmeisterschaften in Kampala, bei denen er den siebten Platz in der Juniorenwertung erreichte und in der Teamwertung die Silbermedaille hinter Äthiopien gewann. 2018 nahm er zum ersten Mal an den Commonwealth Games im australischen Gold Coast teil, bei denen er in 8:12,24 min die Bronzemedaille gewann.

## Persönliche Bestzeiten
- 5000 m: 13:25,91 min, 2. April 2016 in Kumamoto
- 10.000 m: 28:08,98 min, 7. Mai 2016 in Gifu
- 3000 m Hindernis: 8:08,37 min, 8. Juni 2017 in Rom
- 10-km-Straßenlauf: 28:12 min, 14. Januar 2018 in Valencia
  - 10-km-Straßenlauf: 27:48 min, 31. Dezember 2017 in Madrid (nicht bestenlistenfähig, abfallender Kurs)